# Garidech
Garidech [ɡaʁidɛʃ] est une commune française située dans le nord-est du département de la Haute-Garonne, en région Occitanie. Sur le plan historique et culturel, la commune est dans le Frontonnais, un pays entre Garonne et Tarn constitué d'une succession de terrasses caillouteuses qui ont donné naissance à de riches terroirs, réputés pour leus vins et leurs fruits.
Exposée à un climat océanique altéré, elle est drainée par le Girou, le ruisseau de Gaujac, le ruisseau de la brante et par divers autres petits cours d'eau.
Garidech est une commune rurale qui compte 1 899 habitants en 2022, après avoir connu une forte hausse de la population depuis 1975. Elle appartient à l'unité urbaine de Montastruc-la-Conseillère et fait partie de l'aire d'attraction de Toulouse. Ses habitants sont appelés les Garidéchois ou  Garidéchoises.
Le patrimoine architectural de la commune comprend un immeuble protégé au titre des monuments historiques : l'église Saint-Jean-Baptiste, inscrite en 1926.

## Géographie

### Localisation
La commune de Garidech se trouve dans le département de la Haute-Garonne, en région Occitanie.
Sur le plan historique et culturel, Garidech fait partie du Frontonnais, un pays entre Garonne et Tarn constitué d'une succession de terrasses caillouteuses qui ont donné naissance à de riches terroirs, réputés pour leurs vins et leurs fruits.
Elle se situe à 15 km à vol d'oiseau de Toulouse, préfecture du département, et à 8 km de Pechbonnieu, bureau centralisateur du canton de Pechbonnieu dont dépend la commune depuis 2015 pour les élections départementales.
La commune fait en outre partie du bassin de vie de Montastruc-la-Conseillère.
Les communes les plus proches sont : 
Montastruc-la-Conseillère (2,6 km), Gragnague (3,4 km), Gémil (3,9 km), Saint-Jean-Lherm (4,0 km), Lapeyrouse-Fossat (4,0 km), Castelmaurou (4,2 km), Bazus (4,6 km), Paulhac (5,3 km).
Garidech est limitrophe de cinq autres communes.
Les communes limitrophes sont  Bazus, Castelmaurou, Gragnague, Montastruc-la-Conseillère et Paulhac.
| Bazus        | Paulhac (sur 100 m) | Montastruc-la-Conseillère |
|              | Garidech            |                           |
| Castelmaurou |                     | Gragnague                 |

### Géologie et relief
Adossée à une colline molassique sur la rive droite du Girou, entre Launagais et Frontonnais.
La superficie de la commune est de 711 hectares ; son altitude varie de 132 à 214 mètres.

### Hydrographie

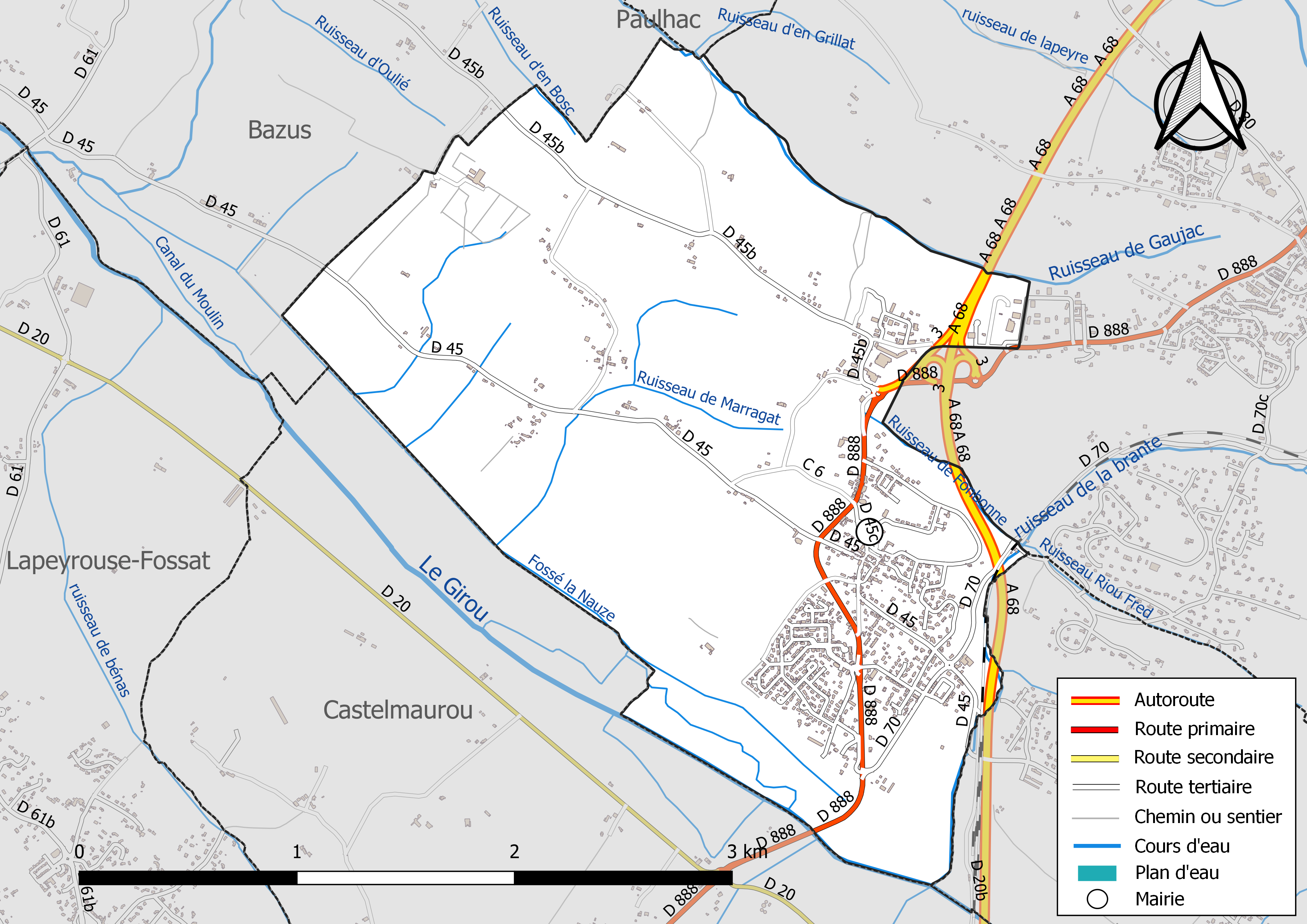
Réseaux hydrographique et routier de Garidech.

La commune est dans le bassin de la Garonne, au sein du bassin hydrographique Adour-Garonne. Elle est drainée par le Girou, le ruisseau de Gaujac, le ruisseau de la brante, Fossé la Nauze, le ruisseau de Fonbonne, le ruisseau de la Brante, le ruisseau de Marragat, le ruisseau d'en Bosc, le ruisseau de Restes, le ruisseau de Tifaut et par divers petits cours d'eau, constituant un réseau hydrographique de 13 km de longueur totale,.
Le Girou, d'une longueur totale de 64,5 km, prend sa source dans la commune de Puylaurens (81) et s'écoule du sud-est vers le nord-ouest. Il traverse la commune et se jette dans l'Hers-Mort à Saint-Jory, après avoir traversé 31 communes.

### Climat
Pour des articles plus généraux, voir Climat de l'Occitanie et Climat de la Haute-Garonne.
En 2010, le climat de la commune est de type climat du Bassin du Sud-Ouest, selon une étude s'appuyant sur une série de données couvrant la période 1971-2000. En 2020, Météo-France publie une typologie des climats de la France métropolitaine dans laquelle la commune est exposée à un climat océanique altéré et est dans la région climatique Aquitaine, Gascogne, caractérisée par une pluviométrie abondante au printemps, modérée en automne, un faible ensoleillement au printemps, un été chaud (19,5 °C), des vents faibles, des brouillards fréquents en automne et en hiver et des orages fréquents en été (15 à 20 jours).
Pour la période 1971-2000, la température annuelle moyenne est de 13,4 °C, avec une amplitude thermique annuelle de 16,2 °C. Le cumul annuel moyen de précipitations est de 743 mm, avec 9 jours de précipitations en janvier et 5,4 jours en juillet. Pour la période 1991-2020, la température moyenne annuelle observée sur la station météorologique la plus proche, située sur la commune de Blagnac à 16 km à vol d'oiseau, est de 14,2 °C et le cumul annuel moyen de précipitations est de 627,0 mm,. Pour l'avenir, les paramètres climatiques de la commune estimés pour 2050 selon différents scénarios d'émission de gaz à effet de serre sont consultables sur un site dédié publié par Météo-France en novembre 2022.

### Milieux naturels et biodiversité
Aucun espace naturel présentant un intérêt patrimonial n'est recensé sur la commune dans l'inventaire national du patrimoine naturel,,.

## Urbanisme

### Typologie
Au 1er janvier 2024, Garidech est catégorisée bourg rural, selon la nouvelle grille communale de densité à sept niveaux définie par l'Insee en 2022.
Elle appartient à l'unité urbaine de Montastruc-la-Conseillère, une agglomération intra-départementale regroupant deux  communes, dont elle est une commune de la banlieue,,. Par ailleurs la commune fait partie de l'aire d'attraction de Toulouse, dont elle est une commune de la couronne,. Cette aire, qui regroupe 527 communes, est catégorisée dans les aires de 700 000 habitants ou plus (hors Paris),.

### Occupation des sols

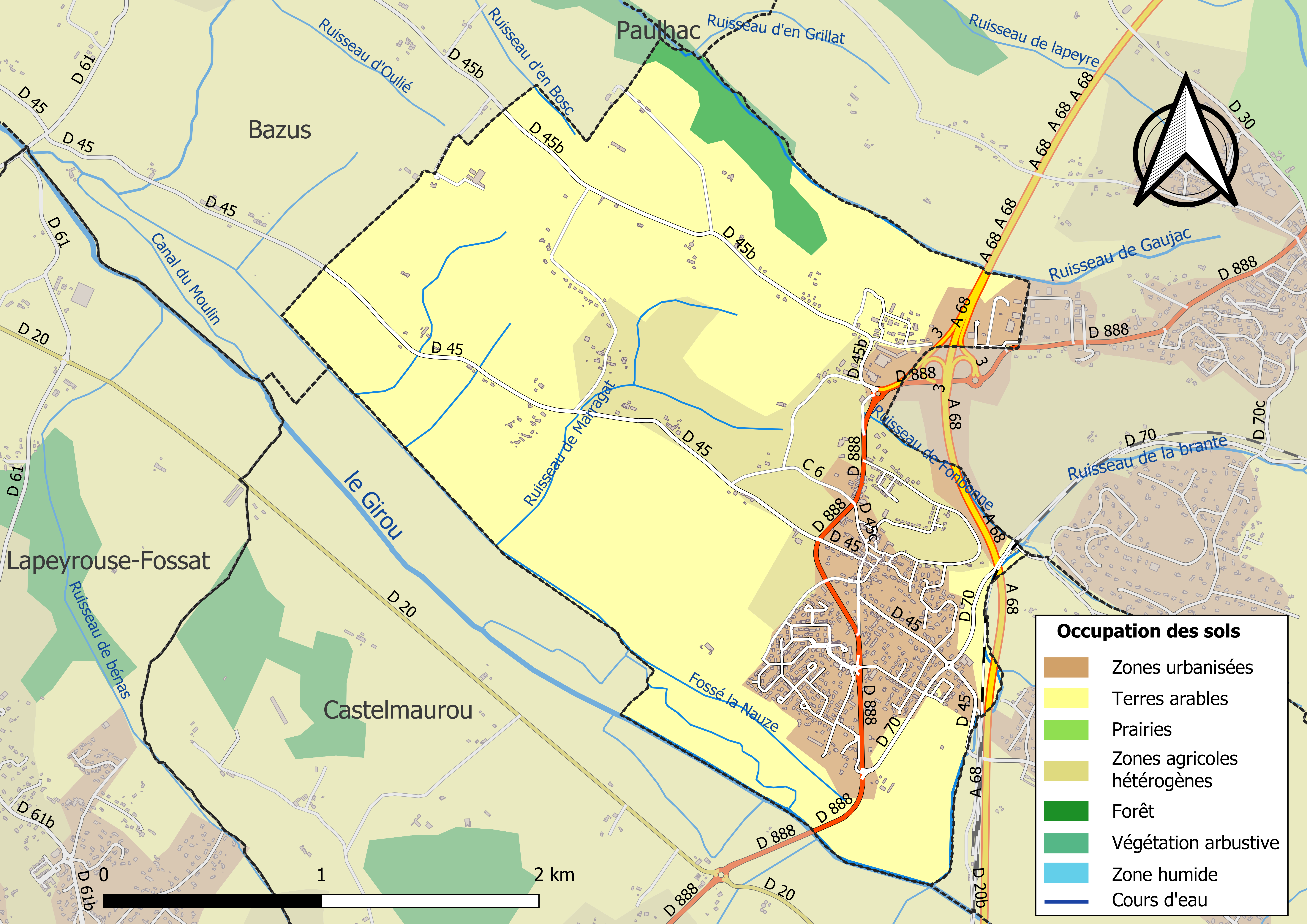
Carte des infrastructures et de l'occupation des sols de la commune en 2018 (CLC).

L'occupation des sols de la commune, telle qu'elle ressort de la base de données européenne d’occupation biophysique des sols Corine Land Cover (CLC), est marquée par l'importance des territoires agricoles (80,5 % en 2018), en diminution par rapport à 1990 (86,2 %). La répartition détaillée en 2018 est la suivante : 
terres arables (68,5 %), zones urbanisées (12,5 %), zones agricoles hétérogènes (12 %), zones industrielles ou commerciales et réseaux de communication (4,3 %), forêts (2,7 %). L'évolution de l’occupation des sols de la commune et de ses infrastructures peut être observée sur les différentes représentations cartographiques du territoire : la carte de Cassini (XVIIIe siècle), la carte d'état-major (1820-1866) et les cartes ou photos aériennes de l'IGN pour la période actuelle (1950 à aujourd'hui).

### Voies de communication et transports
Accessible par l'autoroute A68 Toulouse-Albi sortie :  03 ou par la route départementale 888 (RD888, ex-RN 88).
Par le train en Gare de Gragnague sur la ligne de Brive-la-Gaillarde à Toulouse-Matabiau via Capdenac

### Risques majeurs
Le territoire de la commune de Garidech est vulnérable à différents aléas naturels : météorologiques (tempête, orage, neige, grand froid, canicule ou sécheresse), inondations et séisme (sismicité très faible). Un site publié par le BRGM permet d'évaluer simplement et rapidement les risques d'un bien localisé soit par son adresse soit par le numéro de sa parcelle.
Certaines parties du territoire communal sont susceptibles d’être affectées par le risque d’inondation par débordement de cours d'eau, notamment le Girou. La commune a été reconnue en état de catastrophe naturelle au titre des dommages causés par les inondations et coulées de boue survenues en 1982, 1999 et 2009,.

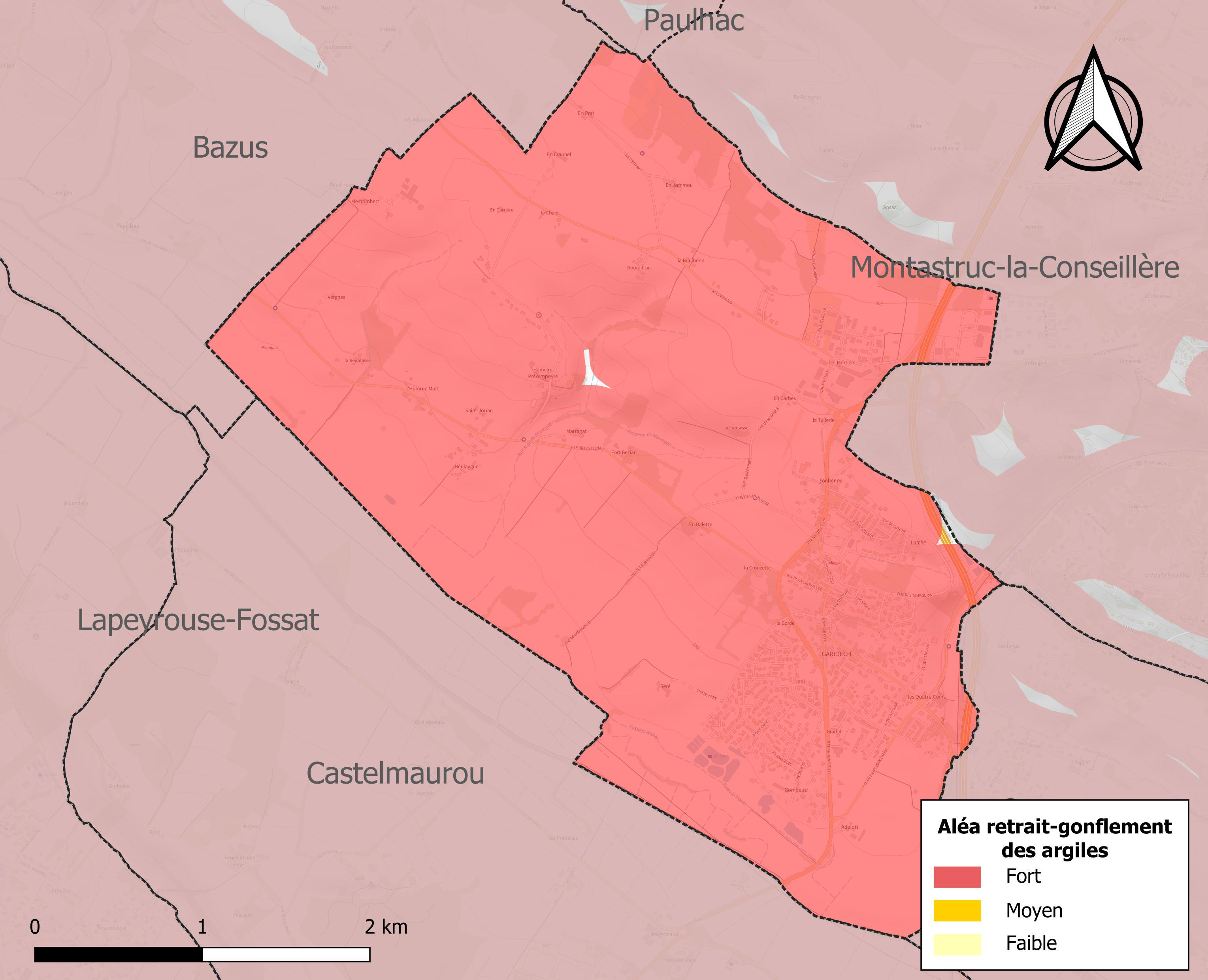
Carte des zones d'aléa retrait-gonflement des sols argileux de Garidech.

Le retrait-gonflement des sols argileux est susceptible d'engendrer des dommages importants aux bâtiments en cas d’alternance de périodes de sécheresse et de pluie. 99,8 % de la superficie communale est en aléa moyen ou fort (88,8 % au niveau départemental et 48,5 % au niveau national). Sur les 612 bâtiments dénombrés sur la commune en 2019, 612 sont en aléa moyen ou fort, soit 100 %, à comparer aux 98 % au niveau départemental et 54 % au niveau national. Une cartographie de l'exposition du territoire national au retrait gonflement des sols argileux est disponible sur le site du BRGM,.
Par ailleurs, afin de mieux appréhender le risque d’affaissement de terrain, l'inventaire national des cavités souterraines permet de localiser celles situées sur la commune.
Concernant les mouvements de terrains, la commune a été reconnue en état de catastrophe naturelle au titre des dommages causés par la sécheresse en 1989, 1998, 2002, 2003, 2011, 2016 et 2017 et par des mouvements de terrain en 1999.

## Toponymie
De l'occitan garida, « guérite »[réf. nécessaire].

## Histoire
Des traces d'occupation gallo-romaine sont relevées sur les bords de la rivière.
La commune, dont la population a longtemps stagné aux alentours de quatre cents habitants, dépasse le millier à l'aube du troisième millénaire et grossit toujours.. Elle tire bénéfice de l'autoroute A 68 et de son échangeur : il achemine les habitants vers les emplois toulousains et il valorise un pôle d'activités tertiaires et un bassin d'emploi local.

### Les Hospitaliers
Le nom de Garidech n'apparaît pour la première fois dans l'Histoire que le 20 septembre 1134. On peut supposer que le village serait resté anonyme si, ce jour-la, Pierre et Raymond Aguassa n'avaient cédé une partie de leur droit de dîme de Saint Pierre de Salinières (aujourd'hui Prexempeyre) aux Hospitaliers de l'ordre de Saint-Jean de Jérusalem. Garidech entrait simultanément dans l'Histoire et dans une organisation complexe.
Les possessions hospitalières grossirent rapidement par donations successives si bien que, dès le milieu du XIIIe siècle, Garidech fut élevée au rang de « préceptorie ». Les biens de l'ordre du Temple confisqués : ils furent confiés aux Hospitaliers qui les administrèrent. Garidech reçut un immeuble de rapport à Toulouse (la Maison du Temple), les terroirs de Labarthe, Flamarens et Albefeuille (aujourd'hui commune d'Albefeuille-Lagarde en Tarn-et-Garonne) et une part des dîmes de la paroisse de Cornebarrieu. Ainsi dotée, la préceptorie de Garidech fut élevée au rang de « commanderie et une partie de ses revenus fut affectée à l'entretien de l'Hôtel-Dieu Saint-Jacques à Toulouse.
Les revenus du commandeur étaient tirés de l'exploitation agricole (il possédait en propre deux grandes fermes qui étaient travaillées en métayage) et de l'exercice de ses droits seigneuriaux.
La commanderie était dotée d'un four banal où chaque habitant devait cuire son pain, d’une forge banale où chaque tenancier devait faire fabriquer et aiguiser ses outils et d'un moulin non-banal sur le Girou. Outre la seigneurie banale, le commandeur disposait de la seigneurie ecclésiastique et, à ce titre, il prélevait la dîme de 10 % sur les cultures spéculatives blé, avoine, foins, vendanges et pastel), de 1/12 (8,3 %) sur les cultures ordinaires (pois, fèves, maïs, légumes et chanvre).
Il exerçait aussi la seigneurie foncière : les terres qu'il avait reçues en échange de protection étaient rendues, sous le régime de « l'emphytéose perpétuelle », à leurs anciens propriétaires, à charge pour eux de payer le « cens récognitif de seigneurie ». Si les prélèvements étaient nombreux, ils étaient toutefois modiques : la totalité des taxes perçues par le commandeur atteignait une proportion de 15 % de tous les revenus en échange de structures et de services comme le four, le moulin ou la forge, investissements qu'aucun paysan garidéchois n'aurait pu assumer seul.
La Révolution de 1789, avec l'abolition des privilèges et la nationalisation de biens du clergé, mit fin à la commanderie de Garidech. La commune, nouvellement formée (1791) s'assoupit doucement à l'écart du vacarme de la révolution industrielle. Il fallut attendre le début des années 1980 et la métropolisation de Toulouse pour que Garidech tirât profit de la proximité toulousaine et reprît vie.

### Héraldique
| Garidech | Son blasonnement est : D'argent à la lettre G capitale d'azur. |

## Politique et administration

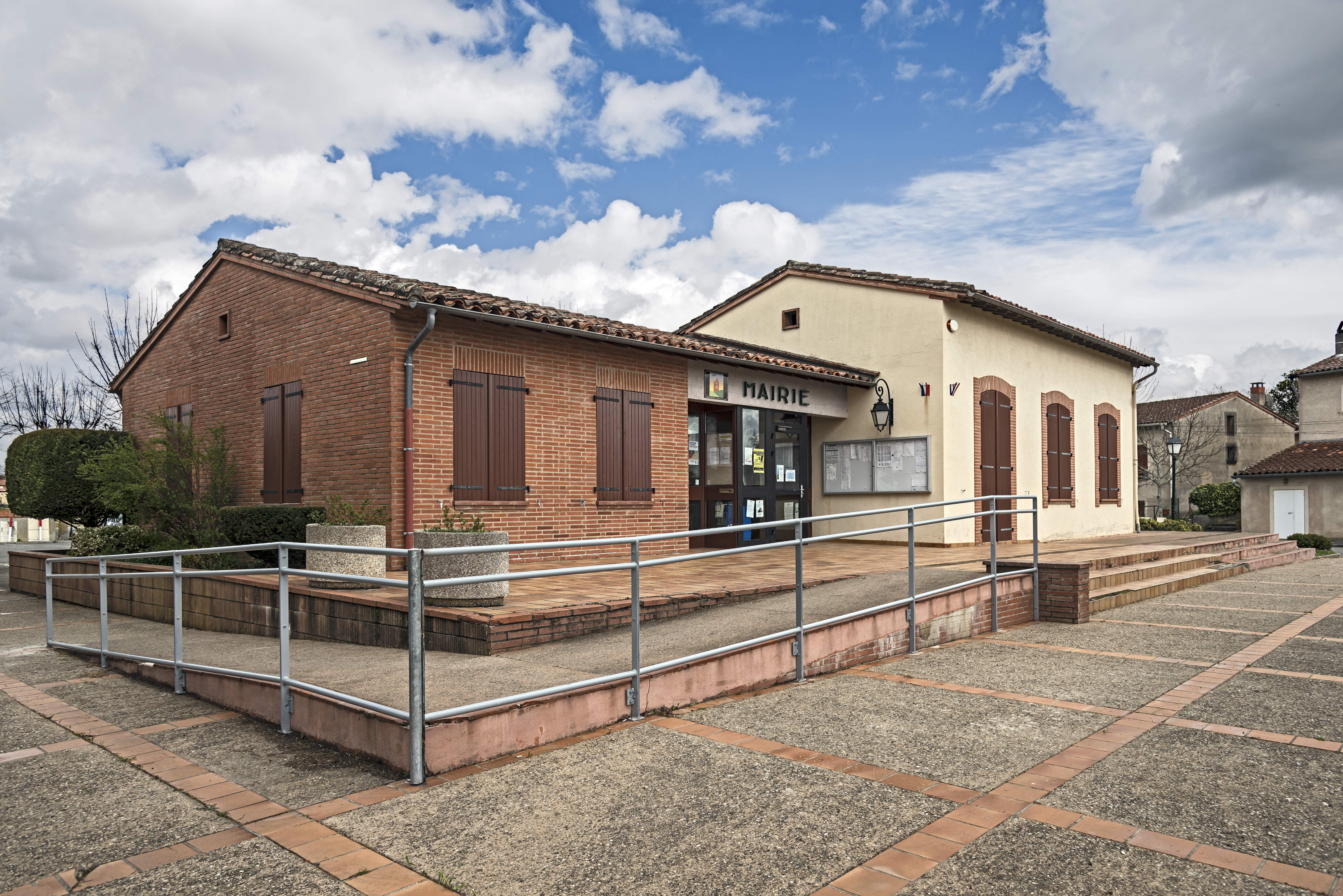
La mairie

### Administration municipale
Le nombre d'habitants au recensement de 2017 étant compris entre 1 500 habitants et 2 499 habitants, le nombre de membres du conseil municipal pour l'élection de 2020 est de dix neuf,.

### Rattachements administratifs et électoraux
Commune faisant partie de la deuxième circonscription de la Haute-Garonne de la communauté de communes des Coteaux du Girou et du canton de Pechbonnieu (avant le redécoupage départemental de 2014, Garidech faisait partie de l'ex-canton de Montastruc-la-Conseillère).

## Population et société

### Démographie
L'évolution du nombre d'habitants est connue à travers les recensements de la population effectués dans la commune depuis 1793. Pour les communes de moins de 10 000 habitants, une enquête de recensement portant sur toute la population est réalisée tous les cinq ans, les populations de référence des années intermédiaires étant quant à elles estimées par interpolation ou extrapolation. Pour la commune, le premier recensement exhaustif entrant dans le cadre du nouveau dispositif a été réalisé en 2006.

En 2022, la commune comptait 1 899 habitants, en évolution de +8,14 % par rapport à 2016 (Haute-Garonne : +8,02 %, France hors Mayotte : +2,11 %).
| 1793 | 1800 | 1806 | 1821 | 1831 | 1836 | 1841 | 1846 | 1851 |
| ---- | ---- | ---- | ---- | ---- | ---- | ---- | ---- | ---- |
| 275  | 304  | 345  | 361  | 348  | 399  | 383  | 399  | 383  |

| 1856 | 1861 | 1866 | 1872 | 1876 | 1881 | 1886 | 1891 | 1896 |
| ---- | ---- | ---- | ---- | ---- | ---- | ---- | ---- | ---- |
| 403  | 407  | 376  | 390  | 375  | 386  | 349  | 322  | 347  |

| 1901 | 1906 | 1911 | 1921 | 1926 | 1931 | 1936 | 1946 | 1954 |
| ---- | ---- | ---- | ---- | ---- | ---- | ---- | ---- | ---- |
| 341  | 345  | 331  | 323  | 316  | 303  | 318  | 293  | 316  |

| 1962 | 1968 | 1975 | 1982 | 1990 | 1999 | 2006  | 2011  | 2016  |
| ---- | ---- | ---- | ---- | ---- | ---- | ----- | ----- | ----- |
| 331  | 318  | 380  | 520  | 698  | 954  | 1 498 | 1 610 | 1 756 |

| 2021  | 2022  | - | - | - | - | - | - | - |
| ----- | ----- | - | - | - | - | - | - | - |
| 1 909 | 1 899 | - | - | - | - | - | - | - |

| selon la population municipale des années : | 1968 | 1975 | 1982 | 1990 | 1999 | 2006 | 2009 | 2013 |
| Rang de la commune dans le département      | 187  | 238  | 186  | 159  | 138  | 118  | 118  | 119  |
| Nombre de communes du département           | 592  | 582  | 586  | 588  | 588  | 588  | 589  | 589  |

## Culture locale et patrimoine

### Lieux et monuments
- Monument aux morts
- Église Saint-Jean-Baptiste du XVIe siècle inscrite à l'inventaire supplémentaire des monuments historiques[36]. Elle conserve une croix processionnelle en argent repoussé datant de 1542 de l'orfèvre toulousain Pierre I Delezat, classe au titre des Monuments historiques[37], deux de ses cloches du clocher-mur, une de 1596 et une de 1654 sont également classées depuis 2014[38].

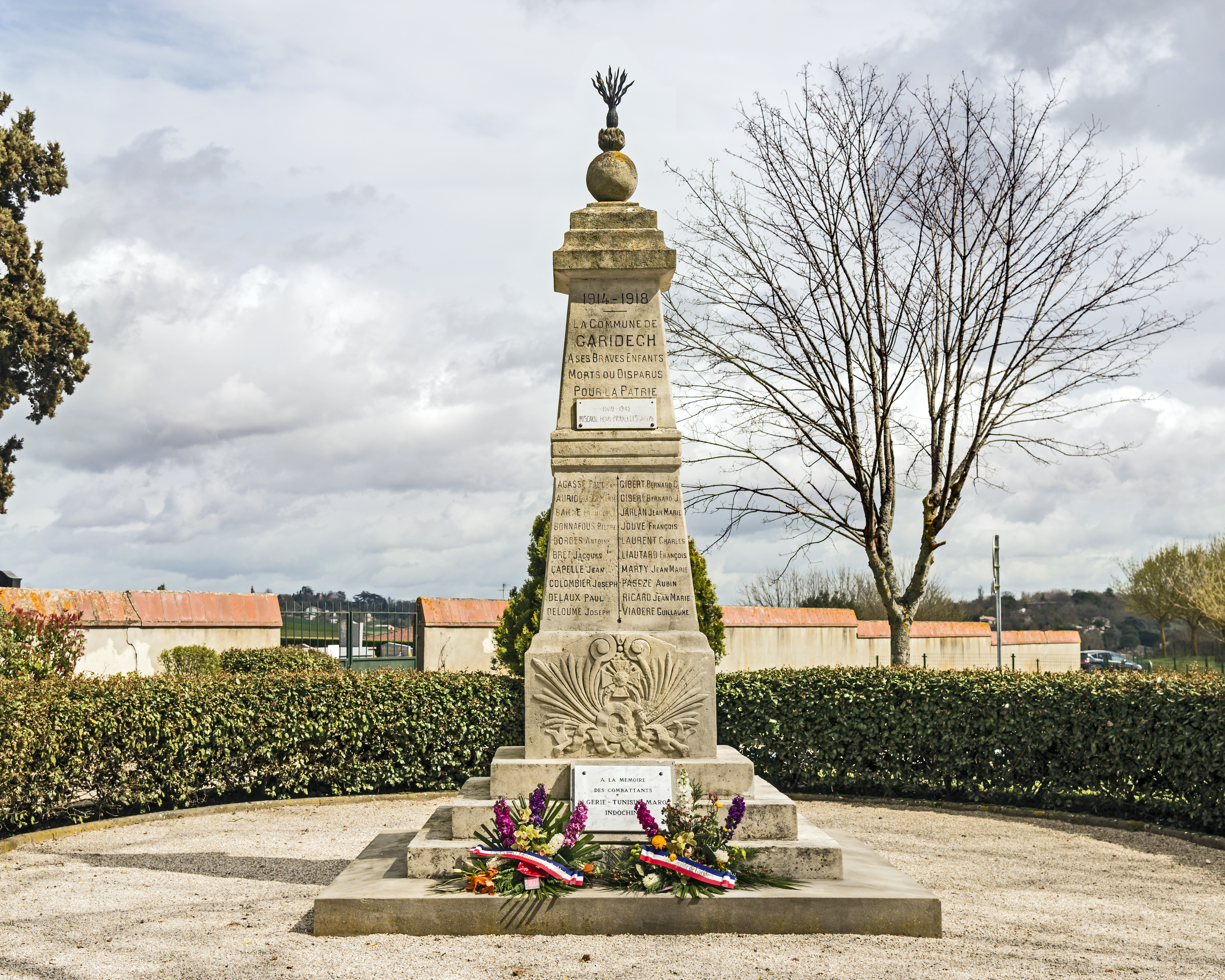
Le monument aux Morts
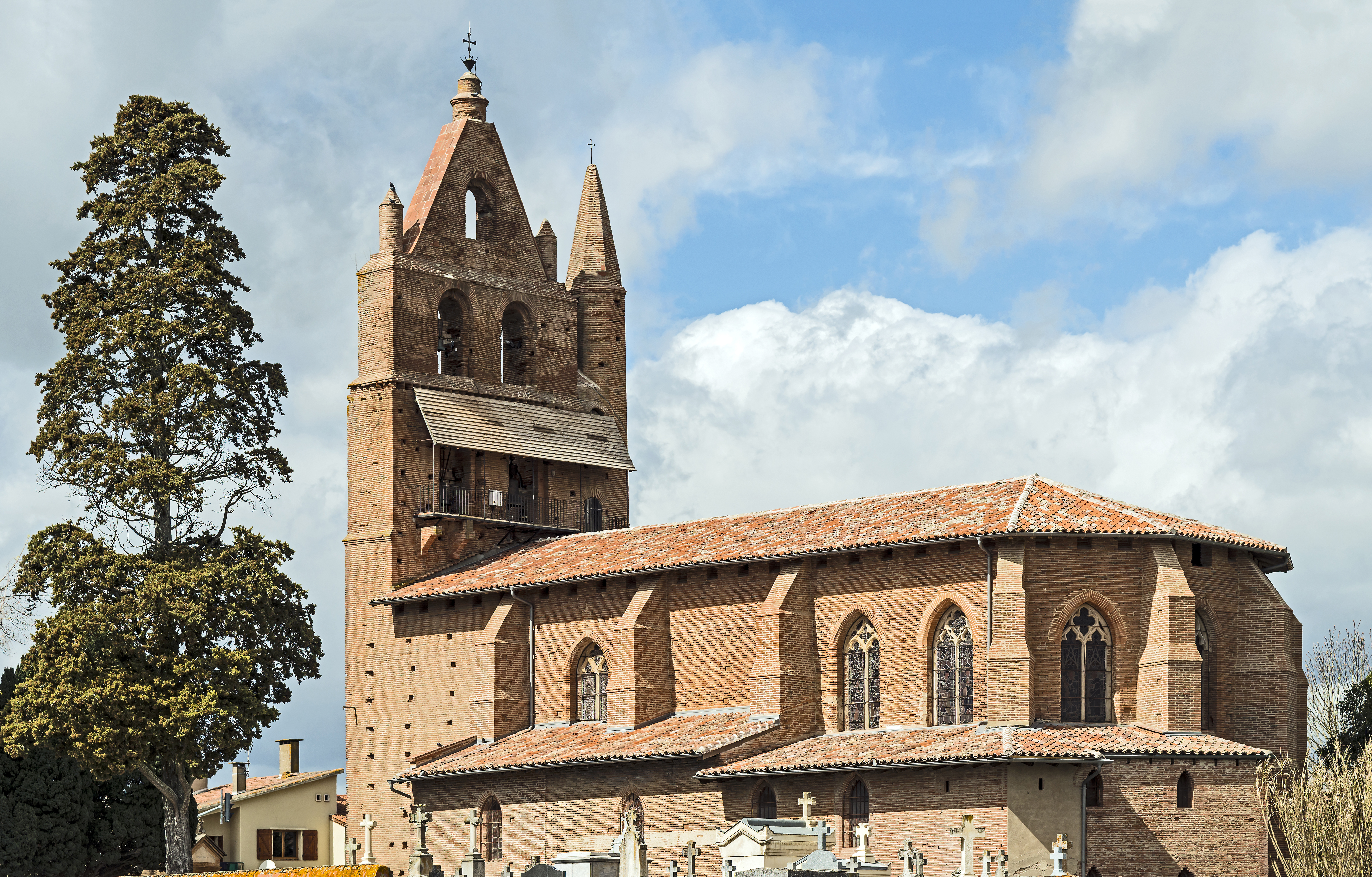
L'église Saint-Jean-Baptiste
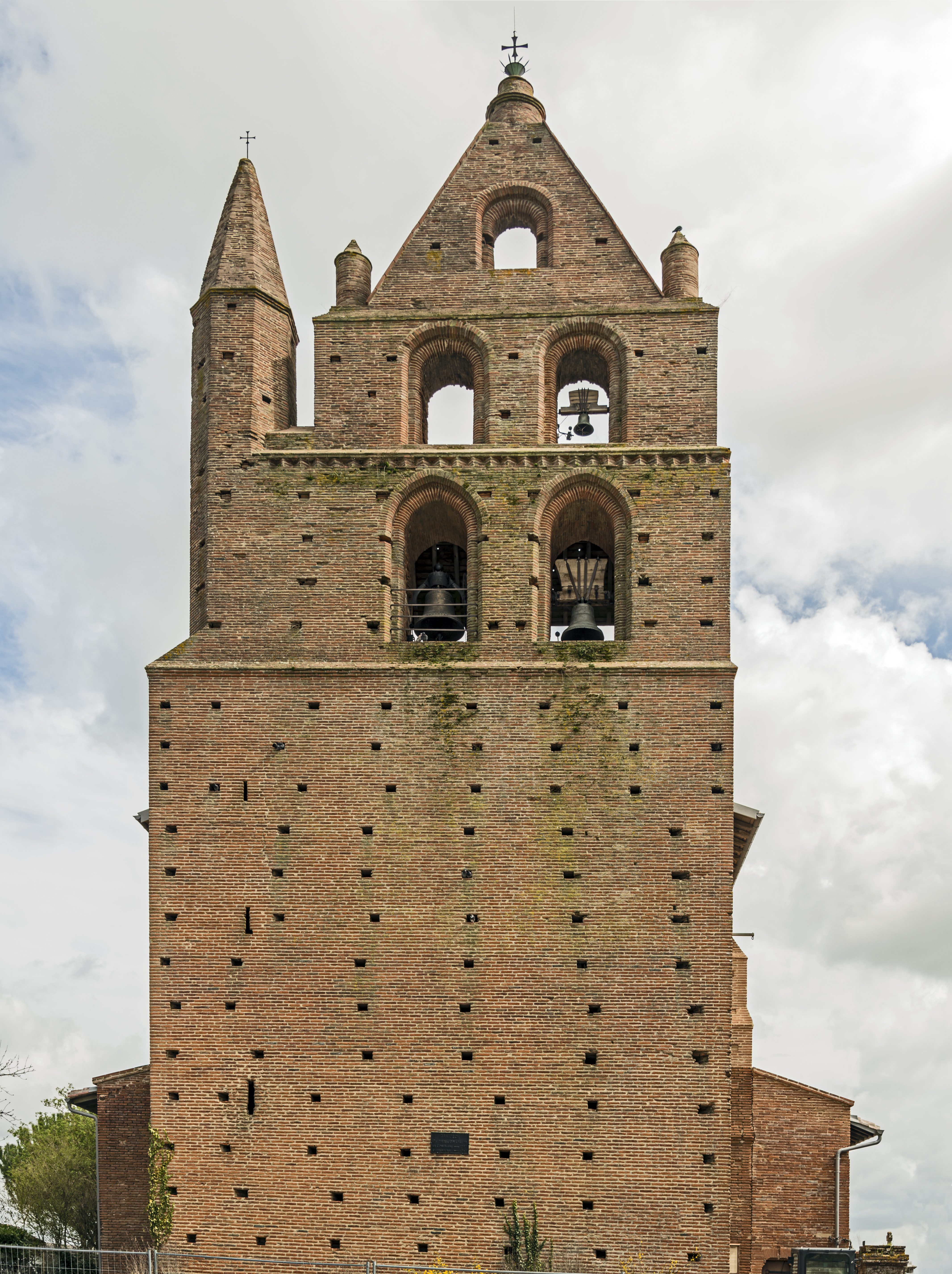
L'église Saint-Jean-Baptiste - le clocher-mur
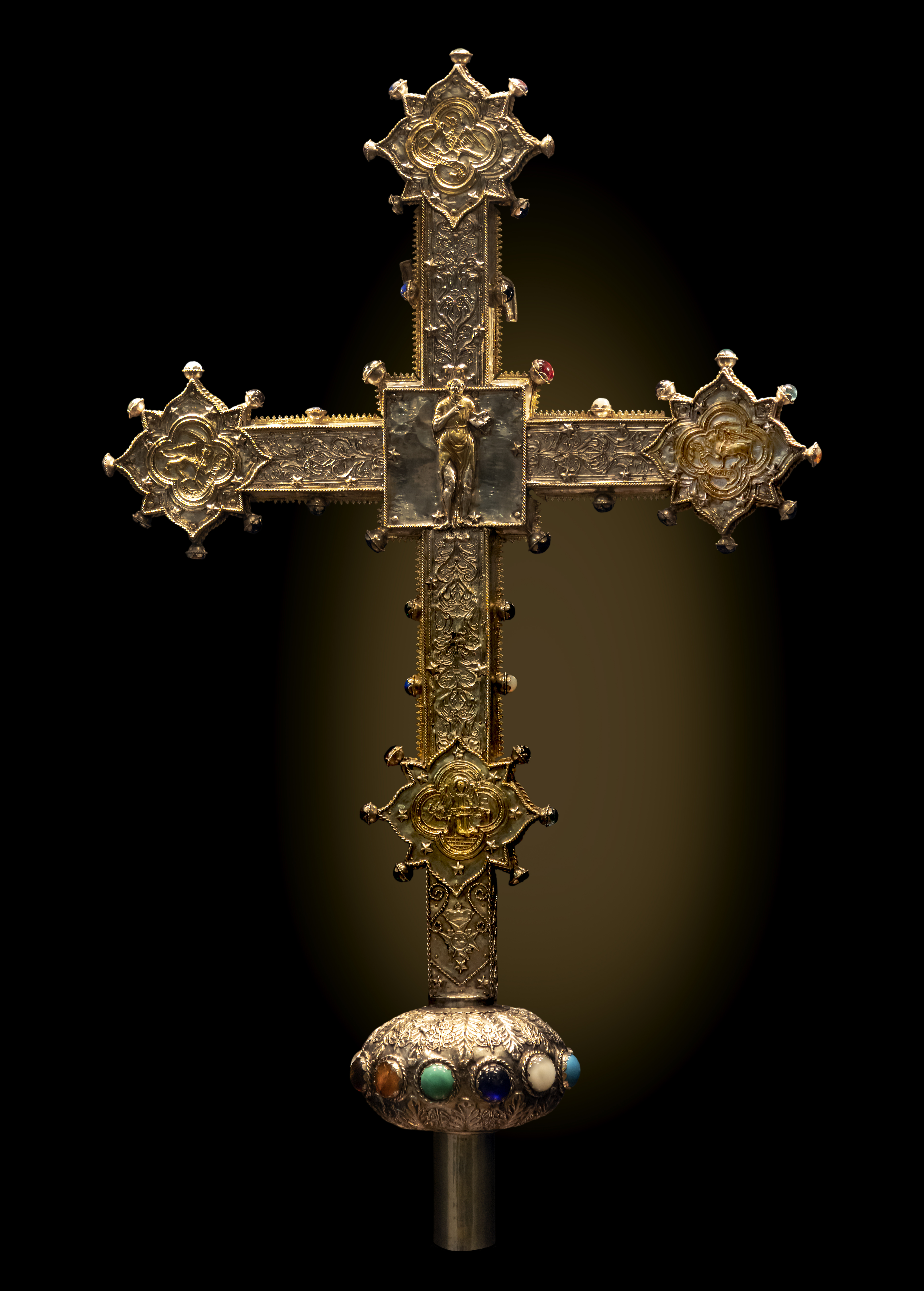
Croix de Pierre Delezat
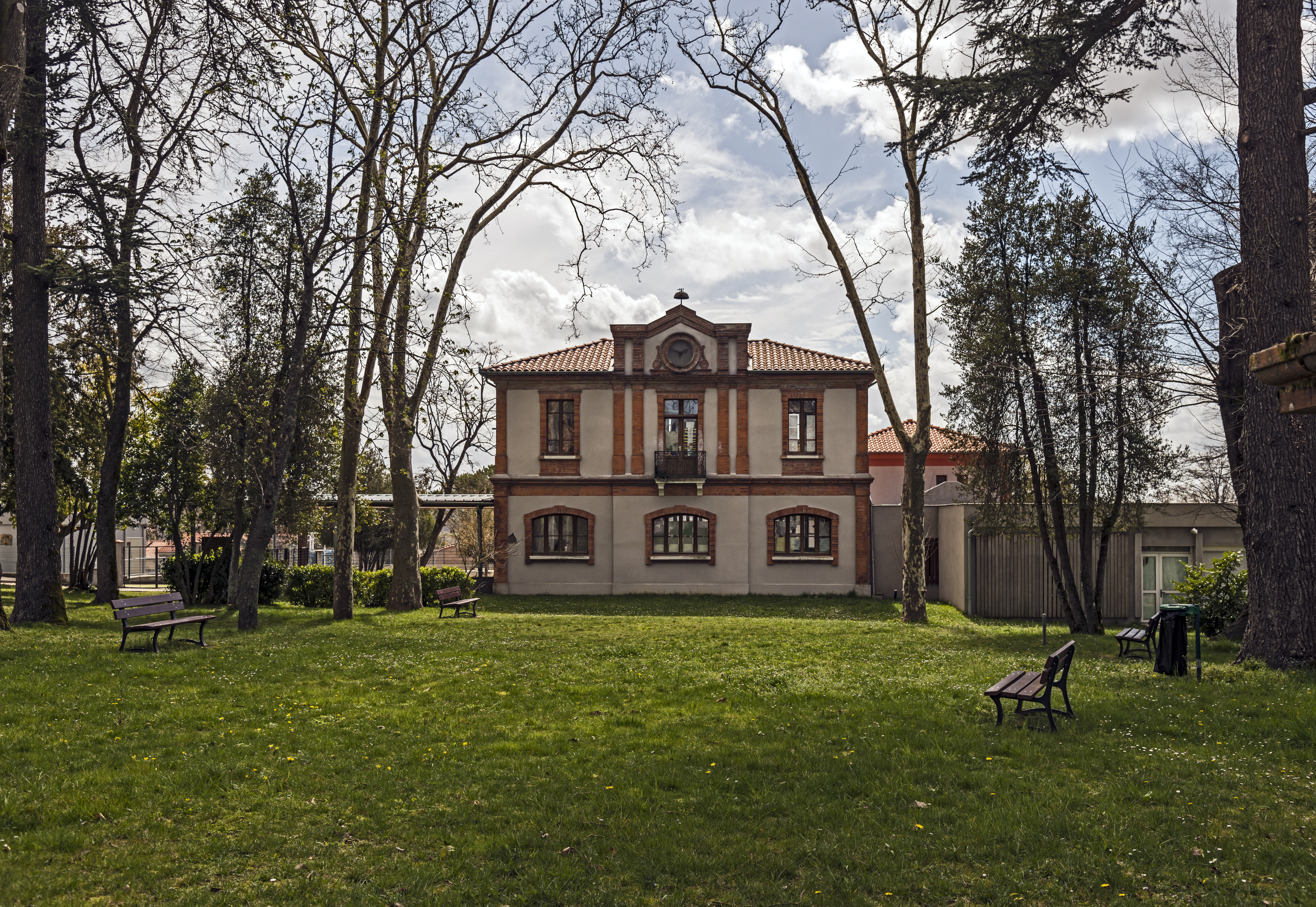
L'école élémentaire du Chêne

### Personnalités liées à la commune
- Fabien Pelous, joueur de rugby à XV (2e ligne) du Stade toulousain, recordman des sélections en équipe de France (118 sélections de 1995 à 2007), habite la commune et est élu conseiller municipal en 2020[39],[40].
- Cédric Heymans, joueur de rugby à XV du Stade toulousain, 59 sélections en équipe de France de 2000 à 2011.
- Pierre Thouéry, magistrat consulaire, industriel et négociant, maire de Garidech de 1921 à 1929.
- Famille Thouéry.

## Économie

### Revenus
En 2018  (données Insee publiées en septembre 2021), la commune compte 689 ménages fiscaux, regroupant 1 861 personnes. La médiane du revenu disponible par unité de consommation est de 25 650 € (23 140 € dans le département).

### Emploi
|                | 2008  | 2013  | 2018  |
| -------------- | ----- | ----- | ----- |
| Commune        | 7,4 % | 4,5 % | 6,9 % |
| Département    | 7,7 % | 9,6 % | 9,3 % |
| France entière | 8,3 % | 10 %  | 10 %  |

En 2018, la population âgée de 15 à 64 ans s'élève à 1 183 personnes, parmi lesquelles on compte 81,1 % d'actifs (74,3 % ayant un emploi et 6,9 % de chômeurs) et 18,9 % d'inactifs,. Depuis 2008, le taux de chômage communal (au sens du recensement) des 15-64 ans est inférieur à celui de la France et du département.
La commune fait partie de la couronne de l'aire d'attraction de Toulouse, du fait qu'au moins 15 % des actifs travaillent dans le pôle,. Elle compte 549 emplois en 2018, contre 499 en 2013 et 397 en 2008. Le nombre d'actifs ayant un emploi résidant dans la commune est de 883, soit un indicateur de concentration d'emploi de 62,1 % et un taux d'activité parmi les 15 ans ou plus de 67,9 %.
Sur ces 883 actifs de 15 ans ou plus ayant un emploi, 144 travaillent dans la commune, soit 16 % des habitants. Pour se rendre au travail, 87,2 % des habitants utilisent un véhicule personnel ou de fonction à quatre roues, 5,5 % les transports en commun, 3,5 % s'y rendent en deux-roues, à vélo ou à pied et 3,8 % n'ont pas besoin de transport (travail au domicile).

### Activités hors agriculture

#### Secteurs d'activités
208 établissements sont implantés  à Garidech au 31 décembre 2019. Le tableau ci-dessous en détaille le nombre par secteur d'activité et compare les ratios avec ceux du département,.
| Secteur d'activité                                                                                        | Commune | Commune | Département |
| Secteur d'activité                                                                                        | Nombre  | %       | %           |
| --- | ------- | ------- | ----------- |
| Ensemble                                                                                                  | 208     | 100 %   | (100 %)     |
| Industrie manufacturière, industries extractives et autres                                                | 23      | 11,1 %  | (5,7 %)     |
| Construction                                                                                              | 41      | 19,7 %  | (12 %)      |
| Commerce de gros et de détail, transports, hébergement et restauration                                    | 62      | 29,8 %  | (25,9 %)    |
| Information et communication                                                                              | 4       | 1,9 %   | (4,1 %)     |
| Activités financières et d'assurance                                                                      | 6       | 2,9 %   | (3,8 %)     |
| Activités immobilières                                                                                    | 10      | 4,8 %   | (4,2 %)     |
| Activités spécialisées, scientifiques et techniques et activités de services administratifs et de soutien | 29      | 13,9 %  | (19,8 %)    |
| Administration publique, enseignement, santé humaine et action sociale                                    | 13      | 6,3 %   | (16,6 %)    |
| Autres activités de services                                                                              | 20      | 9,6 %   | (7,9 %)     |

Le secteur du commerce de gros et de détail, des transports, de l'hébergement et de la restauration est prépondérant sur la commune puisqu'il représente 29,8 % du nombre total d'établissements de la commune (62 sur les 208 entreprises implantées  à Garidech), contre 25,9 % au niveau départemental.

#### Entreprises et commerces
Les cinq entreprises ayant leur siège social sur le territoire communal qui génèrent le plus de chiffre d'affaires en 2020 sont : 
- Societe De Canalisations Atlantique Mediterranee Travaux Publics Scam TP, construction de réseaux pour fluides (45 678 k€)
- Ducres SA, supermarchés (21 364 k€)
- Metge Environnement, collecte et traitement des eaux usées (3 523 k€)
- Tools & Stone, courtage de valeurs mobilières et de marchandises (2 039 k€)
- ACS Service, réparation de machines et équipements mécaniques (1 479 k€)

L'agriculture basée sur la culture de céréales (maïs, blé…) a encore une place importante mais tend à diminuer en faveur de zones résidentielles liées à la proximité de l'agglomération toulousaine puisque Garidech se trouve dans son aire urbaine.

### Agriculture
La commune est dans le Lauragais, une petite région agricole occupant le nord-est du département de la Haute-Garonne, dont les coteaux portent des grandes cultures en sec avec une dominante blé dur et tournesol. En 2020, l'orientation technico-économique de l'agriculture  sur la commune est la culture de céréales et/ou d'oléoprotéagineuses.
|               | 1988 | 2000 | 2010 | 2020 |
| ------------- | ---- | ---- | ---- | ---- |
| Exploitations | 20   | 16   | 16   | 13   |
| SAU (ha)      | 529  | 483  | 495  | 516  |

Le nombre d'exploitations agricoles en activité et ayant leur siège dans la commune est passé de 20 lors du recensement agricole de 1988  à 16 en 2000 puis à 16 en 2010 et enfin à 13 en 2020, soit une baisse de 35 % en 32 ans. Le même mouvement est observé à l'échelle du département qui a perdu pendant cette période 57 % de ses exploitations,. La surface agricole utilisée sur la commune a également diminué, passant de 529 ha en 1988 à 516 ha en 2020. Parallèlement la surface agricole utilisée moyenne par exploitation a augmenté, passant de 26 à 40 ha.

## Vie pratique

### Enseignement
Garidech fait partie de l'académie de Toulouse.
L'éducation est assurée sur la commune par une école maternelle et une école primaire.

### Culture
Comité des fêtes, école de musique, danse, Club de Karaté, Club de pétanque, Club de Sport

### Activités sportives
Karaté, chasse, pétanque,

### Écologie et recyclage
La collecte et le traitement des déchets des ménages et des déchets assimilés ainsi que la protection et la mise en valeur de l'environnement se font dans le cadre de la communauté de communes des Coteaux du Girou et du syndicat de traitement DECOSET.
La commune possède une déchèterie.

## Pour approfondir